# Hiventy Poland
TransPerfect Media Poland (daw. Hiventy Poland i Start International Polska) – polskie studio dźwiękowo-montażowe, założone w 1995 r. z siedzibą w Warszawie, zajmujące się realizacją audio-wizualną dźwięku dla potrzeb telewizji, radia, reklam, gier oraz produkcji filmowych.
Studio dźwiękowo-montażowe współpracowało m.in. z: Ale Kino+, Best Film, Canal+, Cartoon Network, Cinema City, Cyfrowy Polsat, Disney, DreamWorks, Forum Film Poland, Imperial Entertainment Home Video, ITI Film Studio, Kuchnia+, Monolith Films, Planète+, Reader’s Digest, Sony Pictures Studios, SPI International Polska, TVP, TVN, United International Pictures, Universal Pictures, Vision Film Distribution, Warner Bros., Disney Channel i Nickelodeon.
W 2022 roku firma stała się częścią grupy TransPerfect.